# Alocanthella fulva
Alocanthella fulva är en insektsart som beskrevs av Evans 1966. Alocanthella fulva ingår i släktet Alocanthella och familjen hornstritar. Inga underarter finns listade i Catalogue of Life.